# Argonauta cornuta
Argonauta cornuta är en bläckfiskart som beskrevs av Conrad 1854. Argonauta cornuta ingår i släktet Argonauta och familjen Argonautidae. Inga underarter finns listade i Catalogue of Life.